# بخش سالا
بخش سالا (به سوئدی: Sala kommun) یک ناحیه شهری در سوئد است که در شهرستان وستمانلاند واقع شده‌ است.

## خواهرخوانده
شهر واندرا خواهرخواندهٔ بخش سالا هست.